# Ted Sampson
Ted Sampson, né le 2 décembre 1935, est un athlète britannique, spécialiste du 400 mètres.

## Biographie
Il remporte la médaille d'or du relais 4 × 400 mètres lors des championnats d'Europe de 1958, à Stockholm, en compagnie de John McIsaac, John Wrighton et John Salisbury. 

### Palmarès
| Date | Compétition                                     | Lieu      | Résultat | Épreuve       | Performance  |
| ---- | ----------------------------------------------- | --------- | -------- | ------------- | ------------ |
| 1958 | Championnats d'Europe                           | Stockholm | 1er      | 4 × 400 m     | 3 min 7 s 9  |
| 1958 | Jeux de l'Empire britannique et du Commonwealth | Cardiff   | 2e       | 4 × 440 yards | 3 min 9 s 61 |

### Records
| Épreuve | Performance | Lieu    | Date         |
| ------- | ----------- | ------- | ------------ |
| 400 m   | 46 s 5      | Cardiff | 22 juin 1958 |